# دست‌نیافتنی
دست‌نیافتنی (انگلیسی: Hard to Get) یک فیلم کمدی صامت به کارگردانی ادوارد اف کلاین است که در سال ۱۹۲۹ منتشر شد.

## بازیگران
- دوروتی مک‌کیل
- چارلز دلینی
- جیمز فینلیسون
- لوئیز فازندا
- جک اوکی
- ادموند برنز
- کلاریسا سلوین